# As Melindrosas
As Melindrosas foi um quarteto musical feminino brasileiro composto pelas cantoras Gretchen, Sula Miranda, Yara e Paula e que se formou em 1978 e se encerrou em 1986.

## História
As Melindrosas nasceram a partir de uma ideia do produtor Jorge Gambier,
 que queria lançar música infantil em estilo disco (sucesso na época). O nome do grupo foi inspirado em uma boneca antiga chamada "Melindrosa" e de que sua mãe gostava. Para tanto, ele chamou o grupo de estúdio Os Carbonos e as cantoras Sarah Regina, Tânia Lemke (filha do maestro Waldemiro Lemke) e Vivian Costa Manso (das Harmony Cats). Assim, foi lançado em 1979 o LP Disco Baby, com cantigas de roda em ritmo disco. Ele obteve sucesso, chamando pela primeira vez a atenção para o mercado musical infantil no Brasil.
Inicialmente, o grupo não existia de fato, mas Jorge teve de criá-lo para valer após receber um convite do Fantástico para gravar um clipe. Em busca de meninas na faixa dos 15 anos que fossem bonitas, carismáticas e capazes de cantar e dançar, ele abriu um chamado para testes na gravadora, mas as únicas candidatas eram prostitutas ou dançarinas de boate. Santiago Malnati, DJ argentino também conhecido como Mister Sam, ficou sabendo da busca e lembrou-se de um trio de irmãs que vira se apresentando numa festa infantil: Maria Odete, Iara e Suely Miranda. A elas, juntou-se Paula, que era chamada de "prima" mas na verdade era aluna de violão de Maria Odete.
Alguns meses após o lançamento do LP Disco Baby a integrante Maria Odete deixa o grupo e parte para carreira solo como Gretchen.
O grupo gravou quatro LPs ultrapassando quatro milhões de cópias vendidas e ainda em 1979, estrelou o filme dirigido por J. B. Tanko "É Proibido Beijar As Melindrosas/Vamos Cantar Disco Baby".
Em 1981 lançam o compacto com a música O Feiticeiro que fazia parte da trilha sonora do palhaço Bozo. A integrante Suely deixa o grupo em 1981 para casar e no seu lugar entra a integrante Ezilda.
As Melindrosas ainda lançam um compacto em 1982 e logo em seguida terminam o grupo.

### Carreiras pós-Melindrosas (1982-atualmente)
Yara ainda tenta emplacar com dois grupos o 1º chama Video Girls (Certo, Bonitinho e Correto), grupo formado pelas integrantes Yara, Ezilda e Fati. A música é bem executa nas rádios de todo o país mas o grupo não segue carreira.
Em 1984 Yara lança o grupo Hora Certa com Fati e um integrante masculino, se apresentam nos programas de auditório e emplacam o hit "A Colegial".
Yara nos anos 90 lança carreira solo como Yara Miranda.
Suely muda o nome para Sula Miranda e grava como cantora sertaneja e é coroada a Rainha dos Caminhoneiros. Sula algum tempo depois vira cantora gospel sem muito exito volta a tentar carreira com músicas sertanejas.
Paula é dona de um restaurante em SP.
Gretchen seguiu carreira de sucesso pelo Brasil e hoje está aposentada, casada morando em outro país.

## Discografia

### Álbuns
| Ano  | Detalhes do álbum                                                                               |
| ---- | ----------------------------------------------------------------------------------------------- |
| 1978 | Disco Baby - Gravadora(s): Copacabana - Formato(s): LP, CD                                      |
| 1978 | Disco Baby Vol. 2 - Gravadora(s): Copacabana - Formato(s): LP                                   |
| 1979 | Disco Baby Vol. 3 com músicas do filme Vamos Cantar - Gravadora(s): Copacabana - Formato(s): LP |
| 1981 | Disco Baby Cantigas e Brincadeiras de Roda - Gravadora(s): Copacabana - Formato(s): LP          |
| 1989 | O Melhor do Disco Baby - Gravadora(s): Copacabana - Formato(s): LP                              |

### Compactos
| Ano  | Detalhes do álbum                                               | Faixas |
| ---- | --------------------------------------------------------------- | --- |
| 1980 | Três Senhoritas - Gravadora(s): Copacabana - Formato(s): LP     | - A1 Três Senhoritas - 2:33 - A2 Vou Fingir Não Ligar - 3:05 - B1 Ciranda, Cirandeiro - 2:16 - B2 Vamos Cantar - 2:59 |
| 1980 | O Feiticeiro - Gravadora(s): Copacabana - Formato(s): LP        | - A1 O Feiticeiro = Witch Doctor - A2 De Mel E De Aniz - B1 Preciso Esperar - B2 Menino De Brinqued                   |
| 1982 | Te Amarei Me Amarás - Gravadora(s): Copacabana - Formato(s): LP | - A1 Te Amarei Me Amarás - B1 Asa Delta                                                                               |